# 24 (seizoen 8)
Seizoen 8 van 24, de Amerikaanse televisieserie, werd vanaf 17 januari 2010 op de Amerikaanse zender FOX uitgezonden en in Nederland wordt dit seizoen vanaf 29 augustus 2010 op RTL 7 uitgezonden. Aanvankelijk is dit het laatste seizoen uit de serie; echter,vier jaar later kwam seizoen 9 uit, in een andere vorm, want seizoen 9 bestaat uit slechts 12 afleveringen.

## Verhaal
Seizoen 8 speelt zich 18 maanden na seizoen 7 af. Jack Bauer wil in eerste instantie met zijn dochter Kim Bauer, haar man en hun dochter Terri een normaal leven leiden. Als Jack door Chloë O'Brian, die sinds kort bij CTU New York werkt, wordt gevraagd CTU New York te helpen met een eventuele aanslag op Kamistaanse president Omar Hassan, doet hij dat. Een nieuwe dag begint...

## Belangrijke plots
- De band tussen Jack Bauer en Renee Walker is meer dan vriendschap.
- De herrijzing van de CTU.
- Chloe O'Brian als district-directeur.
- Charles' Logans terugkeer.

## Rolverdeling
| Acteur               | Personage                         | Opmerkingen       | Functie                                                                 |
| -------------------- | --------------------------------- | ----------------- | ----------------------------------------------------------------------- |
| Kiefer Sutherland    | Jack Bauer                        | (24 afleveringen) | Voormalig CTU-agent/afdelingshoofd                                      |
| Mary Lynn Rajskub    | Chloe O'Brian                     | (24 afleveringen) | CTU Data Analyste, Senior Data Analyste, waarnemend district-directeur. |
| Freddie Prinze, Jr.  | Cole Ortiz                        | (24 afleveringen) | CTU-teamleider                                                          |
| Cherry Jones         | President Allison Taylor          | (24 afleveringen) | President                                                               |
| Anil Kapoor          | Kamistaanse President Omar Hassan | (15 afleveringen) | President                                                               |
| Annie Wersching      | Renee Walker                      | (13 afleveringen) | Voormalig FBI-adjunct-directeur                                         |
| Katee Sackhoff       | Dana Walsh                        | (20 afleveringen) | CTU senior data analiste, mol.                                          |
| John Boyd            | Arlo Glass                        | (24 afleveringen) | CTU Drone Pilot                                                         |
| Mykelti Williamson   | Brian Hastings                    | (17 afleveringen) | CTU district-directeur                                                  |
| Chris Diamantopoulos | Rob Weiss                         | (12 afleveringen) | Stafchef, adviseur                                                      |

## Belangrijke gastrollen
| Acteur             | Personage     | Opmerkingen       | Functie                                         |
| ------------------ | ------------- | ----------------- | ----------------------------------------------- |
| Bob Gunton         | Ethan Kanin   | (10 afleveringen) | Secretary of State, voormalig stafchef/adviseur |
| Frank John Hughes  | Tim Woods     | (8 afleveringen)  | Secretary of Homeland Security                  |
| Gregory Itzin      | Charles Logan | (8 afleveringen)  | Voormalig president VS                          |
| Jennifer Westfeldt | Meredith Reed | (6 afleveringen)  | Journaliste                                     |